# Ingrīda Barkāne
Ingrīda Barkāne (Unión Soviética, 18 de enero de 1948) fue una atleta soviética especializada en la prueba de 4x400 m, en la que consiguió ser medallista de bronce europea en 1974.

## Carrera deportiva
En el Campeonato Europeo de Atletismo de 1974 ganó la medalla de bronce en el relevo 4x400 metros, con un tiempo de 3:26.10 segundos, llegando a meta tras Alemania del Este (oro con 3:25.21 s que fue récord de los campeonatos) y Finlandia (plata).